# Anthophora sichelii
Anthophora sichelii là một loài Hymenoptera trong họ Apidae. Loài này được Radoszkowski mô tả khoa học năm 1869.